# Перекоп
Переко́п (на украински: Перекоп) е село, бивш град в Крим, Украйна.

## География
Разположен е на Перекопския провлак, свързващ полуострова с континента. Влиза в състава на територията, подчинена на Армянския градски съвет. Това е най-северното населено място на Крим. Населението му е 894 души към 2001 г.

## История
Градът е бил почти напълно разрушен по време на Гражданската война в Русия, след което е заселен наново на 1 – 2 км източно, а статутът му е променен на село през 1920 г.